# Selçuk

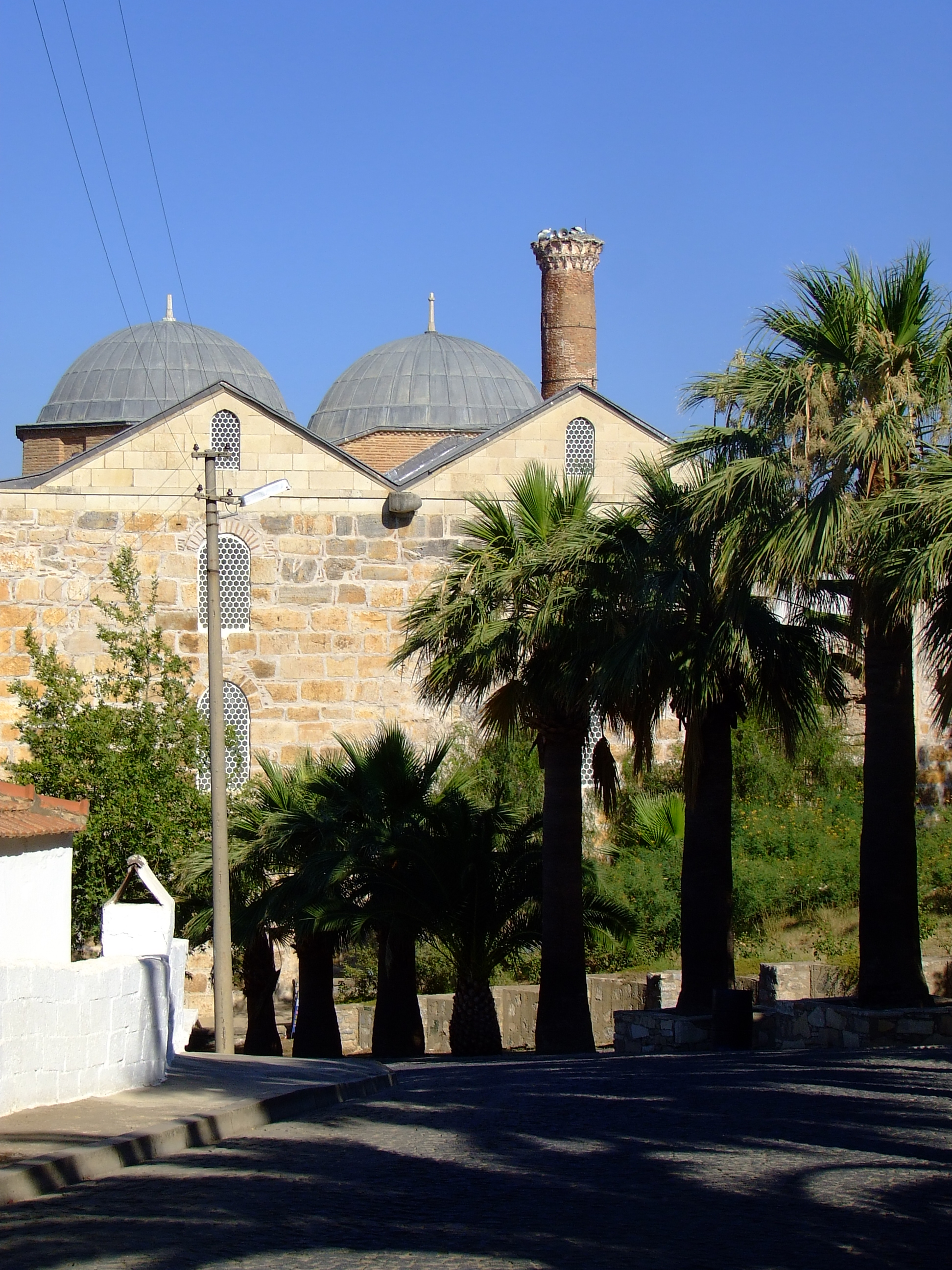
Selçuk - meczet Isa Bey

Selçuk – miasto w zachodniej Turcji w prowincji Izmir, ok. 23 tys. mieszkańców. Na obrzeżach miasta znajdują się ruiny starożytnego Efezu oraz Artemizjonu, co sprawia, że miasto jest dziś jednym z ważniejszych centrów turystycznych w kraju.

## Historia
Historia osadnictwa na terenach Selçuku sięga II tysiąclecia p.n.e, jednak współczesne miasto zaczęło się rozwijać dopiero w czasach Bizancjum w V wieku n.e., kiedy Morze Egejskie cofnęło się na tyle, że przestał funkcjonować port w pobliskim Efezie. W kolejnych wiekach miasto było własnością klanu Aydınoğlu, a w XV wieku dostało się pod panowanie osmańskie.

## Zabytki
Oprócz wspomnianych ruin Efezu i Artemizjonu atrakcję turystyczną miasta stanowi także pobliskie wzgórze Ayasoluk. Znajdują się tu pozostałości średniowiecznej fortecy, a także częściowo odbudowana Bazylika św. Jana z miejscem pochówku Świętego Jana Ewangelisty. Na terenie wzgórza znajduje się także meczet Isa Bey Camii, wzniesiony pod panowaniem Aydınoğlu w XIV wieku w typowym seldżuckim stylu architektonicznym.
Kilka kilometrów od Selçuku znajduje się także Dom Marii Dziewicy, gdzie miała przez pewien czas mieszkać Matka Boska.